# Витгефт, Вильгельм Карлович
Вильгельм Карлович Витгефт (2 (14) октября 1847, Одесса — 28 июля (10 августа) 1904, Жёлтое море, на борту броненосца «Цесаревич») — русский контр-адмирал (06.12.1899), участник Китайского похода (подавление Ихэтуаньского восстания) и русско-японской войны (погиб в морском бою).

## Биография
Вильгельм Витгефт родился 14 октября 1847 года в городе Одессе. По окончании Морского кадетского корпуса в 1868—1869 годах на клипере «Всадник» совершил переход на Дальний Восток.
В 1870 году произведён в мичманы, окончил курсы стрелковой и военно-гимнастической школ. С 1873 года — лейтенант.
В 1875—1878 годах окончил курс наук в Учебно-артиллерийском отряде и Минном офицерском классе, служил минным офицером на кораблях Учебно-артиллерийского и Учебно-минного отрядов Балтийского моря.
С 1885 года — капитан 2-го ранга, командовал канонерской лодкой «Гроза» (1885 год), затем был инспектором работ в портах Морского технического комитета, помощником главного инспектора минного дела, занимался испытаниями минного вооружения. Витгефт одним из первых оценил зарождающееся подводное оружие, в 1889 году он уезжает в долгую командировку за границу, для того чтобы самому изучить современно западное минное оружие и подводный флот. 
С 1892 года В. К. Витгефт командовал минным крейсером «Воевода», в 1894 году — крейсером II ранга «Наездник» на Балтике. 6 декабря 1894 года произведён в капитаны 1-го ранга.
В 1895 году — заведующий миноносцами и их командами на Балтийском море, затем командовал на Дальнем Востоке крейсером I ранга «Дмитрий Донской», с 1898 года — строящимся эскадренным броненосцем «Ослябя».

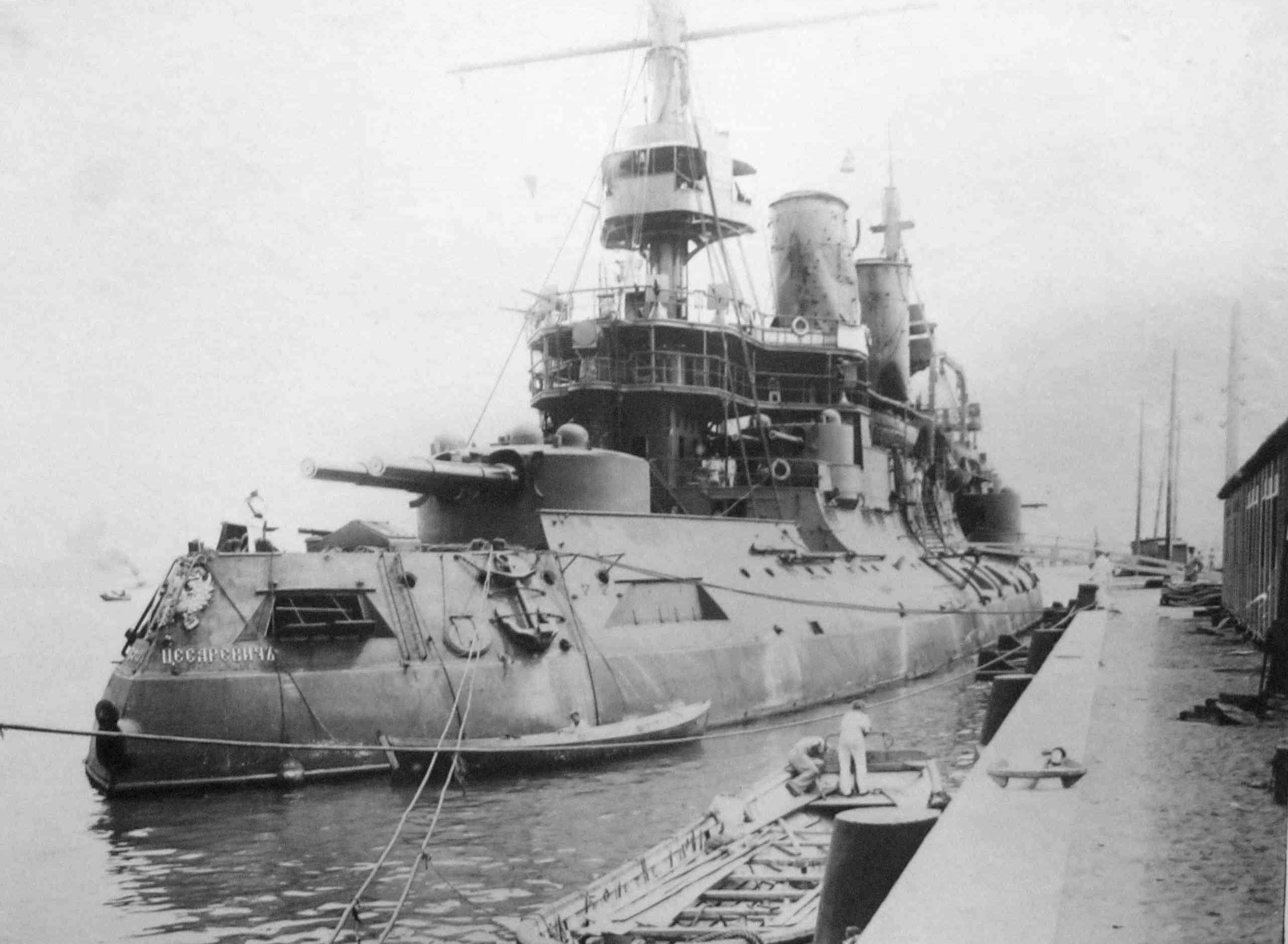
Броненосец «Цесаревич» после сражения в Жёлтом море

26 октября 1899 года назначен исполняющим должность начальника морского отделения штаба главного начальника и командующего войсками Квантунской области и морскими силами Тихого океана. Произведён 6 декабря 1899 за отличие в контр-адмиралы. Награждён орденом Святого Станислава 1-й степени с мечами за участие в подавлении ихэтуаньского восстания 1900 года.
Так же в 1900 году Витгефт обратился с докладной запиской к командующему морскими силами на Тихом океане по поводу развития подводного флота. В записке он писал: «Вопрос о подлодках на данный момент времени настолько продвинулся вперед, к кратчайшему решению, что начал обращать на себя внимание всех флотов мира. … В этом вопросе русский флот шел впереди других флотов мира и, к сожалению, по различным причинам остановился после завершения первых более или менее удачных опытов и экспериментов в этой области».
В порядке эксперимента Витгефт попросил установить торпедные аппараты на устаревших подводных лодках Джевецкого образца 1881 года, обладающих педальным приводом, и просил послать лодки на Дальний Восток, где назревал конфликт с Японией.
С февраля 1903 года — начальник морского штаба наместника на Дальнем Востоке. На этом посту по указанию наместника Е. И. Алексеева разработал план морской войны с Японией, который оказался крайне не удачен и совершенно не учитывал реальной обстановки.
После начала русско-японской войны 3 апреля 1904 года назначен начальником морского походного штаба наместника (по званию главнокомандующего флотом в Тихом океане), с 22 апреля исполняющий должность старшего флагмана и командующего 1-й Тихоокеанской эскадрой.
Вильгельм Карлович Витгефт погиб на броненосце «Цесаревич» в сражении с японским флотом 28 июля (10 августа) 1904 года во время боя в Жёлтом море при переходе группы русских кораблей под его командованием из Порт-Артура во Владивосток.

### Воспоминания
Н. О. фон Эссен:

«Теперь уже покойный адмирал Вильгельм Карлович Витгефт был честнейшим и благонамереннейшим человеком, неутомимый работник, но, к сожалению, работа его всегда была бестолковой, и всегда все его распоряжения вели ко всякого рода недоразумениям и даже несчастиям. Прослужив уже много лет во флоте, адмирал Витгефт не был вовсе моряком, а тем более военным человеком. В детстве, как он сам рассказывал, отец предназначал его к миссионерской деятельности, и, пожалуй, к этому он был бы более способен, чем к морской службе, так как ему нельзя было отказать в обладании даром слова и пером. В морскую службу Витгефт попал как бы по недоразумению, и все прохождение им службы было каким-то сплошным недоразумением.
Состоя уже несколько лет начальником штаба у адмирала Алексеева … Витгефт пользовался большим доверием адмирала Алексеева благодаря своему трудолюбию и неутомимости; но тот же адмирал Алексеев постоянно с ним спорил и сердился за его взгляды и суждения, а Витгефт был упрям и несговорчив, и эти-то два качества, я думаю, и были главною причиною его влияния на наместника.
Среди личного состава флота адмирал Витгефт не пользовался симпатией. Напротив, к нему относились с недоверием и даже враждебно. Все знали, что только благодаря упрямству и недомыслию Витгефта не были своевременно предупреждены и отозваны наши стационеры в Корее и Шанхае, и мы с началом войны таким образом потеряли „Варяг“ и „Кореец“ и лишились участия в войне „Манджура“ (стационер в Шанхае), а также потеряли транспорт с боевыми и другими запасами („Манджурия“), шедший в Артур перед началом войны и забранный японским крейсером. Витгефт, упорно отрицая возможность объявления войны, ничего не сделал, чтобы своевременно отозвать стационеров и предупредить транспорт о политическом положении дел. Наконец, несчастная для нас атака японских миноносцев в ночь с 26 на 27 января также отчасти может быть отнесена к вине адмирала Витгефта»

.

## Награды
Российской империи:
- Орден Святой Анны 2-й степени (1893)
- Орден Святого Владимира 4-й степени (1893) - за 25 лет беспорочной службы в офицерских чинах
- Орден Святого Владимира 3-й степени (06.12.1898)
- Орден Святого Станислава 1-й степени с мечами (19.03.1901) — за участие в подавлении восстания боксёров

Медали:
- Серебряная медаль «В память царствования императора Александра III» (1896)
- Бронзовая медаль «За труды по первой всеобщей переписи населения» (1897)
- Серебряная медаль «В память коронации Императора Николая II» (1898)

Иностранных государств:
- Греческий орден Спасителя, командорский крест (1896)
- Японский орден Восходящего солнца 2-й степени (1902) — за участие в подавлении восстания боксёров
- Прусский орден Короны 2-й степени со звездой и мечами (1902) — за участие в подавлении восстания боксёров

## Семья
- Сын — Григорий (1877—1904), поручик 32 драгунского Чугуевского полка.
- Сын — Александр (1879—1965), капитан 2-го ранга, участник русско-японской войны. Эмигрировал в 1920 году в Эстонию, затем с 1939 года жил в Германии[5].
- Сын — Владимир (1884—1917[6]), капитан 1-го ранга, Георгиевский кавалер.
- Дочь — Елена (1875—1966), жена корабельного инженера, старшего помощника судостроителя Санкт-Петербургского порта Р. М. Ловягина[7].